# Bartosz Kurek
Bartosz Kamil Kurek (Wałbrzych, 29 de agosto de 1988) é um jogador de voleibol polonês que atua na posição de oposto.

## Carreira
Filho do ex-voleibolista polonês Adam Kurek, ex-capitão da seleção polonesa de voleibol. Dentro das suas característica no voleibol ele atinge cerca de 375 cm quando ataca e 326 cm no bloqueio. Em 2004 iniciou sua carreira profissional no Nysa AZS PWSZ permanecendo até 2005, clube no qual chegou atuar juntamente com seu pai; e em 2005 estreia na seleção polonesa na categoria infantojuvenil na ediç̴ão do Campeonato Europeu na Letônia quando obteve a medalha de ouro, e foi premiado como melhor atacante.
No período de 2005 até 2008 defendia as cores do ZAKSA Kędzierzyn-Koźle, na sequência transferiu-se para o PGE Skra Bełchatów onde conquistou na temporada 2008–09 os correspondentes Campeonato Polonês e a Copa da Polônia. Foi convocado para disputar o Campeonato Europeu de 2007 na Rússia, finalizando apenas na décima primeira colocação.
Novamente pela seleção disputou pela primeira vez a edição da Liga Mundial cuja fase final foi realizada em Katowice, Polônia, terminando na quarta posição. Representou a seleção polonesa na Liga Mundial de 2008 cuja fase final ocorreu no Rio de Janeiro, Brasil, desta vez finalizando na quinta colocação.
Esteve na seleção polonesa na conquista da medalha de ouro do Campeonato Europeu de 2009 sediadas nas cidades turcas de Esmirna e Istambul, e participou da fase final da correspondente Liga Mundial celebrada em Belgrado, Sérvia; em 14 de novembro daquele ano recebeu a mais alta condecoração pelo Primeiro Ministro da Polônia Donald Tusk, a Ordem da Polônia Restituta por sua contribuição ao esporte, assim como o técnico e demais companheiros de seleção.
Na temporada de 2009–10 atuando pelo PGE Skra Bełchatów conquistou o título do Campeonato Polonês e da Copa da Polônia, e este time por convite disputou o Campeonato Mundial de Clubes de 2009, com uma campanha de invencibilidade até a final, mas terminou com a medalha de prata ao perder a grande final para o time italiano do Trentino BetClic. Competindo por este mesmo time na Liga dos Campeões da Europa de 2009–10 terminando também no terceiro posto.
Na temporada de 2010 pela seleção polonesa foi convocado para disputar a Liga Mundial que teve como sede na fase final a cidade de Córdova, na Argentina, encerrando ao final na décima colocação, em seguida representou o país na edição do Campeonato Mundial realizado na Itália, ocasião que finalizou na décima terceira posição; neste mesmo ano disputou pelo PGE Skra Bełchatów a edição Campeonato Mundial de Clubes, por convite novamente, e mais uma vez com campanha invicta na primeira fase e terminando com vice-campeonato diante do time do Trentino BetClic. Foi campeão do Campeonato Polonês e terceiro lugar na Liga dos Campeões da Europa de 2010–11. Pelo PGE Skra Bełchatów obteve os títulos do Campeonato Polonês de 2011–12 e da Copa da Polônia nesta temporada, além do vice-campeonato na Liga dos Campeões da Europa de 2011–12, premiado como melhor atacante.
Foi convocado em 2011 para disputar pelo seu país a quinta edição consecutiva da Liga Mundial na qual sua seleção chega na fase final e terminou com a medalha de bronze e foi premiado como maior pontuador do campeonato; nesta temporada esteve no elenco da seleção polonesa também na disputa do Campeonato Europeu, competição sediada realizado em Viena e Praga, obtendo a medalha de bronze e foi premiado como melhor sacador da edição.
Competiu pela Polônia na edição da Copa do Mundo de 2011 no Japão e conquistou a medalha de prata; e na temporada 2011–12 disputou pelo PGE Skra Bełchatów mais uma edição da Liga dos Campeões da Europa e mais uma vez medalhista de prata e foi premiado como melhor atacante da competição.
Participou pela seleção da conquista inédita do título da Liga Mundial de 2012, sendo eleito o melhor jogador de toda competição (MVP). Conquistou o título da décima edição da Copa Memorial de Hubert Jerzy Wagner, novamene destacando-se como melhor jogador (MVP) nesta competição. Após sucesso na temporada, disputou por sua seleção, tida como uma das favoritas ao título, a edição dos Jogos Olímpicos de Verão de 2012 em Londres, na campanha da fase preliminar terminou na terceira posição, três vitórias e duas derrotas, e ficaram de fora da fase final após eliminação nas quartas de final diante da representação russa.
Na jornada esportiva de 2012–13 transferiu-se para o voleibol russo, passando a defender o Dínamo Moscou, depois passou a jogar no voleibol italiano pelo Lube Macerata permanecendo de 2013 a 2015, sendo campeão da Liga A Italiana de 2013–14 e terceiro colocado na edição da temporada 2014–15, além do título da Supercopa Italiana de 2015, retornando ao voleibol nacional pelo Asseco Resovia nas competições de 2015–16, obtendo a quarta colocação na Liga dos Campeões da Europa de 2016 e o vice-campeonato no Campeonato Polonês, retornando ao clube PGE Skra Bełchatów para a conquista do vice-campeonato na edição do Campeonato Polonês de 2016–17; mais uma vez saiu do país para defender o time turco Ziraat Bankası no período esportivo 2017–18 para a conquista do vice-campeonato da Copa CEV de 2017–18 e foi anunciado como reforço do time polones do Stocznia Szczecin.
Pela seleção polonesa disputou a edição da Copa do Mundo do Japão de 2015 obtendo a medalha de bronze, terminou na quinta colocação nos Jogos Olímpicos de Verão de 2016 no Rio de Janeiro e conquistou o título do Campeonato Mundial de 2018 sediado na Itália e Bulgária, sendo declaro o melhor jogador da competição.

## Títulos e resultados
- Liga Mundial de Voleibolː2007[7]
- Copa Memorial de Hubert Jerzy Wagner:2009[22] e 2014[23]
- Liga dos Campeões da Europaː2015-16[10]
- Liga A Polonesaː2008-09,[22] 2009-10,[22]2010-11[22]
- Liga A Polonesaː2011-12,[22] 2015-16[10]e 2016-17[10]
- Campeonato Polonês Juvenilː2006[22]
- Copa da Polôniaː2009,[20] 2011[20] e 2012[20]
- Liga A Italianaː2013-14[10]
- Liga A Italianaː2014-15[10]
- Supercopa Italianaː2015[10]

## Premiações individuais
- MVP do Campeonato Mundial de 2018[10]
- Melhor Saque do Campeonato Europeu de 2011[17]
- Melhor Ataque da Liga dos Campeões da Europa de 2011-12[20]
- Melhor Ataque da Copa da Polônia de 2011[20]
- MVP da Liga Mundial de Voleibol de 2012[22]
- Maior Pontuador da Liga Mundial de Voleibol de 2011[22]
- MVP da Copa Memorial de Hubert Jerzy Wagne de 2012[22]
- MVP da Copa Memorial de Hubert Jerzy Wagne de 2009[22]
- MVP da Copa Memorial Arkadiusz Gołasia de 2009[22]
- MVP da Copa Memorial Zdzislaw Ambroziak de 2009[22]
- Melhor Recepção da Europa pelo  Jornal L'Équipe em 2009[2]
- Ordem da Polônia Restituta em 2009[9]
- Maior Pontuador do Campeonato Mundial de Clubes de 2009[22]
- Revelação do Ao de 2006 pela Revista Super Volley Ball[22]
- Melhor Atacante do Campeonato Europeu Infantojuvenil de 2005[22]
- MVP da Liga das Nações de Voleibol Masculino de 2021